# رما ۱۰۰۰
رِما ۱۰۰۰ (نروژی: Rema 1000)، یک شرکت  فرنچایز نروژی است که در سال ۱۹۷۹م، تأسیس شده‌است. این شرکت، متشکل از یک شبکهٔ زنجیره ای، از حدود ۸۷۰ فروشکاه کالای روزمره، برپایهٔ سیاست قیمت ارزان، در نروژ، دانمارک؛ و یک فروشگاه در سوئد، است؛ که توسط شرکت سهامی خاص ریتان، مالکیت و اداره می‌شوند. طبق آمار سال ۲۰۱۷م، گردش مالی این شبکه تجاری در سال ۲۰۱۶ میلادی، حدود ۶۶٫۴ میلیارد کرون نروژ بود. این مبلغ، در آن سال، برابر با ۲۳٫۴ در صد کل گردش مالی بازار تجاری، در نروژ، بود.